# Борисово (Муромский район)
Борисово — село в Муромском районе Владимирской области России, входит в состав Борисоглебского сельского поселения. 

## География
Село расположено в 6 км на юго-восток от центра поселения села Борисоглеб и в 13 км на север от Мурома.

## История
Первые сведения о церкви Пресвятой Богородицы Казанской в селе Борисове находятся в окладных книгах Рязанского епископа 1676 года. Кроме этой церкви, в конце XVII века в Борисове была еще церковь во имя Покрова Пресвятой Богородицы. Казанский храм существовал в Борисове до 1870 года, когда он сгорел, пожар уничтожил все церковной имущество и документы. В 1871 году вместо сгороевшей церкви построена новая деревянная церковь, престол в ней был один в честь Казанской иконы Божьей Матери. В конце XIX века приход состоял из села Борисова, деревни Батюшкова и сельца Волнина, в которых по клировым ведомостям числилось 653 мужчины и 653 женщины. В Борисове с 1890 года существовала церковно-приходская школа, учащихся в 1895 году было 30. В 1912 году в селе была построена кирпичная Церковь Казанской иконы Божией Матери с колокольней. В 1935 году церковь была закрыта, позднее полностью разрушена колокольня и купола. 
В XIX и первой четверти XX века деревня входила в состав Чаадаевской волости Муромского уезда.
С 1929 года село являлось центром Борисовского сельсовета Муромского района, позднее в составе Чаадаевского сельсовета, с 2005 года — в составе Борисоглебского сельского поселения.
В 1965 году в состав Борисова включена упразднённая деревня Битюково, примыкавшая к селу с востока.

## Население
| 1859 | 1897 | 1905 | 1926  | 2002 | 2010 | 2021 |
| ---- | ---- | ---- | ----- | ---- | ---- | ---- |
| 421  | ↗658 | ↗692 | ↗1201 | ↘524 | ↘475 | ↘391 |

## Инфраструктура
В селе находится фельдшерско-акушерский пункт

## Достопримечательности
В селе расположена недействующая Церковь Казанской иконы Божией Матери (1912).